# Fucales
Fucales, red smeđih algi u podrazredu Fucophycidae. Postoji preko 570 vrsta od kojih oreko 500 pripada porodici Sargassaceae, a 353 rodu Sargassum. Red je dobio ime po rodu Fucus, po kojemu je imenovana i porodica Fucaceae.

## Porodice i broj vrsta
1. Bifurcariopsidaceae Cho, Rousseau, de Reviers & Boo
2. Durvillaeaceae (Oltmanns) De Toni
3. Fucaceae Adanson
4. Himanthaliaceae (Kjellman) De Toni
5. Hormosiraceae Fritsch
6. Notheiaceae O.C.Schmidt
7. Sargassaceae Kützing
8. Seirococcaceae Nizamuddin
9. Xiphophoraceae Cho, Rousseau, de Reviers & Boo